# 1882 en mathématiques
Cet article présente les faits marquants de l'année 1882 en mathématiques.

## Évènements
- Le mathématicien allemand Felix Klein invente la « bouteille » qui porte son nom[1].
- Le mathématicien allemand Ferdinand von Lindemann prouve la transcendance du nombre pi, démonstration qui établit l'impossibilité de la quadrature du cercle et de sa rectification à la règle et au compas[2].

## Publications
- Acta Mathematica, revue créée par Gösta Mittag-Leffler commence à paraître en Suède.

## Naissances
- 2 février : Joseph Wedderburn (mort en 1948), mathématicien écossais.
- 13 février : Tadeusz Banachiewicz (mort en 1954), astronome, mathématicien et géodésiste polonais.
- 3 mars : Kazimierz Bartel (mort en 1941), mathématicien et homme d'État polonais.
- 6 mars : Victor Thébault (mort en 1960), mathématicien français.
- 14 mars : Waclaw Sierpinski (mort en 1969), mathématicien polonais.
- 23 mars : Emmy Noether (morte en 1935), mathématicienne allemande.
- 18 avril : Julius Wolff (mort en 1945), mathématicien néerlandais.
- 20 avril : André Sainte-Laguë (mort en 1950), mathématicien français, pionnier de la théorie des graphes.
- 21 avril : Maurice Kraitchik (mort en 1957), mathématicien belge.
- 6 mai : Charles Gallissot (mort en 1956), astronome et mathématicien français.
- 29 mai : Harry Bateman (mort en 1946), mathématicien britannique.
- 6 juin : Clement Vavasor Durell (mort en 1968), mathématicien britannique.
- 28 juin : Maurice Alliaume (mort en 1931), mathématicien belge.
- 11 juillet : Leonard Nelson (mort en 1927), mathématicien et philosophe allemand.
- 12 juillet : Trajan Lalesco (mort en 1929), mathématicien et académicien roumain.
- 22 juillet : Konrad Knopp (mort en 1957), mathématicien allemand.
- 15 août : Jean Chazy (mort en 1955), mathématicien français.
- 21 octobre : Harry Vandiver (mort en 1973), mathématicien américain.
- 14 novembre : Robert Lee Moore (mort en 1974), mathématicien américain.
- 4 décembre : Yakov Perelman (mort en 1942), mathématicien russe.
- 28 décembre : Hermann Rothe (mort en 1923), mathématicien autrichien.

## Décès
- Mars : Léon-François-Antoine Aurifeuille (né en 1822), mathématicien français.
- Juin : William Shanks (né en 1812), mathématicien britannique.
- 8 septembre : Joseph Liouville (né en 1809), mathématicien français.
- 20 septembre : Charles Briot (né en 1817), mathématicien français.
- 9 décembre : Li Shanlan (né en 1810), mathématicien chinois.
- 24 décembre : Johann Benedict Listing (né en 1808), mathématicien allemand.